# Elecciones federales de México de 2021 en Campeche
Las elecciones federales de México de 2021 en Campeche se llevaron a cabo el domingo 6 de junio de 2021, y en ellas se renovaron los siguientes cargos de elección popular:
- 2 diputados federales. Miembros de la cámara baja del Congreso de la Unión. Dos elegidos por mayoría simple. Todos ellos electos para un periodo de tres años a partir del 1 de agosto de 2021 con la posibilidad de reelección por hasta tres periodos adicionales.

## Resultados electorales

### Diputados Federales por Campeche

#### Diputados Electos
| Candidato                | Partido | Distrito   | Tipo de elección |
| ------------------------ | ------- | ---------- | ---------------- |
| José Luis Flores Pacheco |         | Distrito 1 | Mayoría relativa |
| María Sierra Damián      |         | Distrito 2 | Mayoría relativa |

#### Resultados
|  | 40.65 % |

|  | 25.74 % |

|  | 18.82 % |

|  | 5.35 % |

|  | 1.81 % |

|  | 1.32 % |

|  | 1.17 % |

|  | 1.12 % |

|  | 0.83 % |

|  | 0.55 % |

|  | 2.59 % |

|  | 0.03 % |

|  | 100 % |

## Resultados por Distrito

### Distrito 1. San Francisco de Campeche
|  | 36.83 % |

|  | 32.22 % |

|  | 22.34 % |

|  | 1.95 % |

|  | 1.40 % |

|  | 1.34 % |

|  | 0.88 % |

|  | 0.67 % |

|  | 2.33 % |

|  | 0.04 % |

|  | 100 % |

### Distrito 2. Ciudad del Carmen
|  | 45.09 % |

|  | 32.22 % |

|  | 14.73 % |

|  | 1.64 % |

|  | 1.30 % |

|  | 0.90 % |

|  | 0.78 % |

|  | 0.42 % |

|  | 2.88 % |

|  | 0.02 % |

|  | 100 % |